# Haran
Haran (hebr.: הָרָן) ist im Alten Testament der Name dreier Personen.

## Haran, Sohn Terachs
Haran wird in der Liste der Nachfahren der Söhne Noachs in Gen 11,26–29  erwähnt. Sein Vater ist Terach, seine Brüder Abraham und Nahor. Haran ist Lots, Milkas (verheiratet mit ihrem Onkel Nahor) und Jiskas Vater. Haran lebte mit seiner Familie in Ur in Chaldäa (südliches Mesopotamien). Er starb dort noch vor seinem Vater.

## Haran, Sohn Kalebs
In 1 Chr 2,46  trägt ein Sohn Kalebs und seiner Nebenfrau Efa ebenfalls den Namen Haran. Seine Brüder heißen Moza und Gases, sein Sohn Jahdai.

## Haran, Sohn Jehiëls / Schimis
Schließlich nennt 1 Chr 23,9  einen Levit namens Haran. Er gehört zu den Gerschonitern. Seine Brüder sind Schelomit und Hasiël. Nach dem hebräischen Text, sowie Septuaginta und Vulgata war Haran der Sohn Schimis, dessen Söhne (Jahat, Sisa, Jëusch und Beria) aber im folgenden Vers 10  aufgezählt werden. Die Lutherübersetzung übernimmt den überlieferten Text, die Einheitsübersetzung nimmt wegen 23,8  eine Änderung von Schimi in Jehiël vor.

## Namensgleichheit von Personen- und Ortsname
Die Namensgleichheit zwischen Haran als Personenname und Haran als Ortsname besteht so nur in den deutschen Bibelübersetzungen (sowohl Einheitsübersetzung , als auch Luther , Ausnahme ist die Zürcher Bibel). Im Hebräischen lautet der Name des jüngsten Terach-Sohnes הָרָן Haran und davon abweichend der Name der Stadt חָרָֽן Charan. Dem folgen die Septuaginta (mit Αρραν Arrhan für die Person und Χαρραν Charrhan für den Ort) und die Vulgata (mit Aran für die Person und Haran für den Ort).